# Tectaria subtriloba
Tectaria subtriloba är en ormbunkeart som beskrevs av Holtt. Tectaria subtriloba ingår i släktet Tectaria och familjen Tectariaceae. Inga underarter finns listade.